# Giacomo Monico
Giacomo Monico (ur. 26 czerwca 1778 w Riese, zm. 25 kwietnia 1851 w Wenecji) – włoski duchowny katolicki, kardynał, patriarcha Wenecji.

## Życiorys
Święcenia kapłańskie przyjął 21 marca 1801 w Treviso. 16 maja 1822 został wybrany biskupem Cenedy. 9 listopada 1822 w Wenecji otrzymał sakrę z rąk kardynała Ladislao Pyrkera (współkonsekratorami byli biskupi Giuseppe Grasser i Giuseppe Manfrin Provedi). 9 kwietnia 1827 objął stolicę patriarchalną Wenecji, na której pozostał już do śmierci. 29 lipca 1833 Grzegorz XVI wyniósł go do godności kardynalskiej, a 23 czerwca 1834 nadał mu tytuł kardynała prezbitera SS. Nereo e Achilleo. Nie brał udziału w Konklawe 1846, wybierającym Piusa IX.